# GNU Chess
GNU Chess是一個西洋棋引擎的自由软件，其可以與人類或是其他電腦程式玩一盤完整的西洋棋。GNU Chess的目標是提供研究的基礎。它已用於眾多的研究環境中。
GNU Chess是自由軟體，以GNU通用公共授權條款第三版或更新版本授權，其由多個共同合作的開發者維護。做為其中一個最早提供完整源代码的西洋棋電腦程式，它最早以前也僅提供基於UNIX系統的版本，至今也移植到了許多平臺上。

## 功能
它經常與如XBoard與GlChess等的图形用户界面程式結合使用，並通常為預設的引擎。XBoard初始版本的西洋棋引擎通訊介面是基於GNU Chess的命令行界面。第六版也支援象棋通用引擎协议。自6.1版起，GNU Chess支援終端機模擬器中的圖形模式。

## 歷史
GNU Chess的第一個版本由Stuart Cracraft編寫。其從1984年開始與理查德·斯托曼合作（此時他尚未成立GNU計劃），爾後GNU Chess也成為了GNU的初始組成部份。
GNU Chess透過數十個程式設計師不斷的強化並拓展。從第二版到第四版是由John Stanback編寫。第五版則是由Chua Kong-Sian編寫。
2011年，GNU Chess更新到了第六版，其基於Fabien Letouzey的Fruit 2.1西洋棋引擎。

## 外部連結
- 官方网站